# Distrito de Yanacancha (Chupaca)

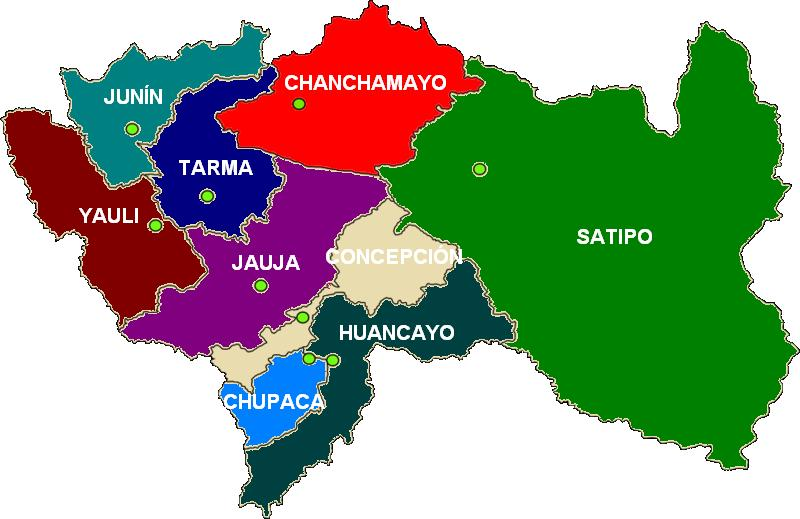
Provincia del Departamento de Junín

El distrito de Yanacancha es una subdivisión administrativa de la provincia de Chupaca, en el departamento de Junín, Perú. Según el censo de 2017, tiene una población de 2578 habitantes.
Limita por el norte con el distrito de San Juan de Jarpa; por el sur con la zona del canipaco (Vistalegre), perteneciente a la provincia de Huancayo; por el este con el distrito de Áhuac y; por el oeste con el Distrito de Tomas (Yauyos), Lima.
Dentro de la división eclesiástica de la Iglesia Católica del Perú, pertenece a la Arquidiócesis de Huancayo

## Historia
El 14 de julio de 1961, en el segundo gobierno del Presidente Manuel Prado Ugarteche, es creado como distrito.

## Geografía
El distrito de Yanacancha (conocido como el barrio centro) abarca una superficie de 11,3 km², se halla a 3 806 m s. n. m. y dista 290 km de la capital del Perú, Lima, y a 56 km de la provincia de Huancayo, en el departamento de Junín. 

### Clima
El clima de Yanacancha corresponde al tipo húmedo y frío seco desde moderado a intenso, con una temperatura máximo 11,8 °C y una mínima 4,5 °C, produciéndose las temperaturas más bajas en los meses de junio, julio y agosto. Tiene una precipitación media anual de 726,6 mm. Los riesgos climáticos principales son las sequías, heladas y granizadas.

## Población
El distrito está integrado por comunidades campesinas.

## Autoridades

### Municipales
- 2019 - 2022[3]
  - Alcalde: Omar Raúl Raraz Pascual
  - Regidores: Richard Jhonatan Santiago Rojas, Gavi Yesenia Condezo Meléndez, Luz Emily Gago Soto, José Antonio Sosa Gómez, Carla Hilda Huaman Soto, Jorge Luis Rau López, Guido Amadeo Blanco Salcedo.

- 2015 - 2018[cita requerida]
  - Alcalde: Lindon Flores PInga, Partido Alianza para el Progreso (APP).
  - Regidores: Ermis Quispe Artica (APP), Máximo Teodosio Huaynalaya Chuquillanqui (APP), Rone Cántaro Orihuela (APP), Lila Cuadrado Lozano (APP), Tomás Camayo Mayorca (Junin Sostenible con su Gente) Aquiles Dias.
- 2011 - 2014[cita requerida]
  - Alcalde: Edilberto Ártica Orihuela, del Partido Fuerza 2011 (K).
  - Regidores: Crisóstomo Leonidas Cerrón Yauri (K), Santiago Rosario De La Cruz Jiménez (K), Rodolfo Jiménez Munive (K), Juvencia Eula Gavino Ames (K), Edgar García Taipe (Partido Aprista Peruano).
- 2007 - 2010
  - Alcalde: Delfín Ricse Quispe,

### Policiales
- Comisaría de Chupaca[cita requerida]
  - Comisario: Cmdte. PNP. Manuel Chuquipul.

### Religiosas
- Arquidiócesis de Huancayo[cita requerida]
  - Arzobispo de Huancayo: Mons. Pedro Barreto Jimeno, SJ.
  - Vicario episcopal: Pbro. Mario Vilcahuamán Castro.